# André Middelhoek
André Middelhoek (* 13. Dezember 1931 in Voorburg, Niederlande) ist ein niederländischer Beamter und war von 1977 bis 1996 Präsident des Europäischen Rechnungshofes.
Er ist seit 1982 verheiratet und hat zwei Kinder.

## Laufbahn
Von 1957 bis 1966 war Middelhoek Mitarbeiter der „Centraal Planbureau“, von 1966 bis 1969 ihr stellv. Direktor und von 1969 bis 1977 Generaldirektor der „Rijksbegroting“ im niederländischen Finanzministerium.
Von 1977 bis 1993 war er Mitglied der Rechnungshofes des EG und von 1993 bis 1996 Präsident des Rechnungshofes.

## Akademische Laufbahn
- Betriebswirtschaftslehre an der Universität von Amsterdam bis ins Jahr 1957[1]

## Weitere Tätigkeiten
- Lektor am „Institute of Social Studies“ in Den Haag, von 1960 bis 1969
- Vorsitzender des Vorstands der Koninklijke Hoogovens NV, von 1970 bis 1977
- 2. Vorsitzender des „Comité Economische Politiek van de Europese Gemeenschappen“, seit Febr. 1974
- Leiter und Vorsitzender von diversen Räten (unter anderem: „Advies en interdepartementale commissies“)
- redaktioneller Leiter von „Public Finance“
- Leiter des Rates „Advies Centrum voor onderzoek economie publieke sector“ an der Universität in Leiden (Rijksuniversiteit Leiden)
- Vorsitzender des „Comité van onafhankelijke deskundigen over de ambtelijke leiding van de Europese Commissie“, im Jahre 1999
- Präsident der Europäischen Liga für Wirtschaftliche Zusammenarbeit (niederländisch: „Europese Liga voor Economische Samenwerking“)[1]